# Bioénergie avec captage et stockage de dioxyde de carbone
La bioénergie avec captage et stockage de dioxyde de carbone (BECSC ; aussi connue sous son abréviation anglaise BECCS) est un processus consistant à extraire de l'énergie de la biomasse et à capturer et stocker du carbone, le retirant ainsi de l'atmosphère. L'énergie est extraite par combustion, fermentation, pyrolyse du bois ou d'autres méthodes et convertie en électricité, chaleur, biocarburants... Une partie du carbone contenu dans la biomasse est convertie en CO2 ou en biochar, qui peut ensuite être stocké par séquestration géologique ou par épandage, respectivement, ce qui fait de la BECSC une technique à émissions négatives.
Le cinquième rapport d'évaluation du GIEC évalue entre 0 et 22 gigatonnes par an le potentiel d'émissions négatives de la BECSC. En 2019, cinq installations dans le monde étaient en activité et capturaient environ 1,5 million de tonnes de CO2 par an. Le déploiement à grande échelle de la BECSC est limité par le coût et la disponibilité de la biomasse.
Le carbone des arbres ou des cultures utilisées pour la biomasse provient du dioxyde de carbone (CO2), un gaz à effet de serre, qui est extrait de l’atmosphère lors de leur développement. En l'état, en 2019, la plupart des BECSC stockent une partie du carbone et fournissent de la bioénergie sous forme de biocarburant, tel que l'éthanol. Fournir des biocarburants d'aviation pour réduire l'impact climatique du transport aérien pourrait contribuer à l'atténuation du changement climatique. La bioénergie pourrait aussi être utilisée sous forme d’électricité et ainsi une plus grande proportion du CO2 serait stocké par injection dans des formations géologiques.
Il existe d'autres formes d'élimination et de stockage du dioxyde de carbone, notamment la reforestation, le biochar, la capture directe du dioxyde de carbone de l'air, la séquestration du dioxyde de carbone dans la biomasse et l'altération forcée permettent de fixer le carbone plus longtemps.

## Émissions négatives

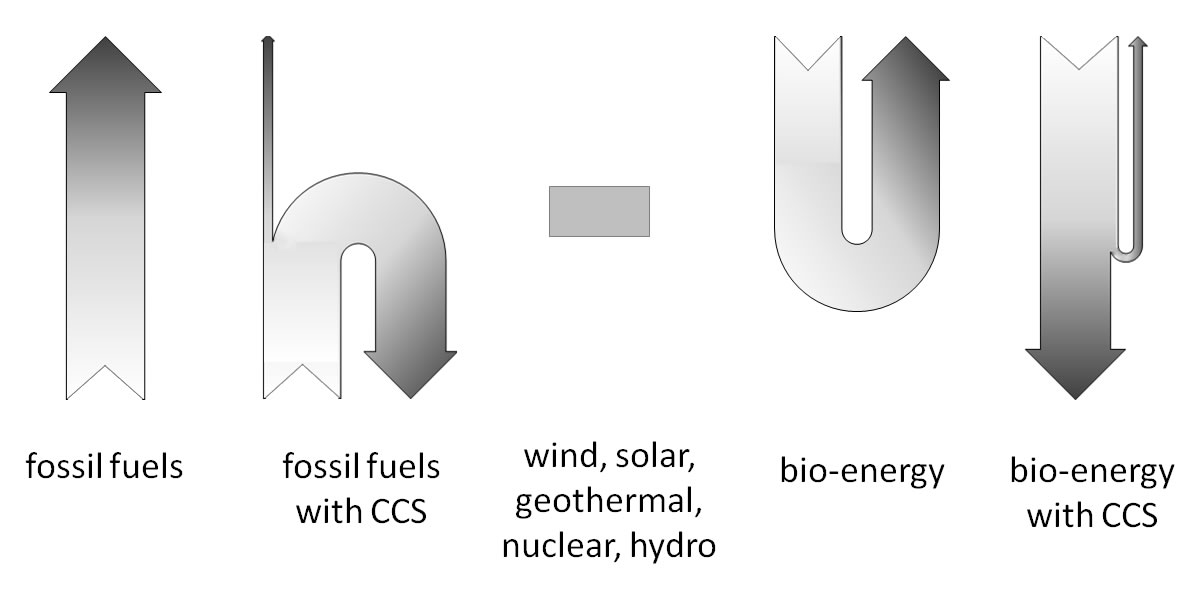
Schéma du flux de carbone dans les différents systèmes énergétiques.

Le principal attrait du BECSC réside dans sa capacité à générer des émissions négatives de CO2. La capture du dioxyde de carbone provenant de sources de bioénergie élimine efficacement le CO2 de l'atmosphère.
La bioénergie est dérivée de la biomasse qui est une source d'énergie renouvelable et sert de puits de carbone au cours de sa croissance. Au cours des processus industriels, la biomasse brûlée ou traitée re-libère le CO2 dans l'atmosphère. Le processus aboutit donc à une émission nette zéro de CO2, même si celle-ci peut être modifiée de manière positive ou négative en fonction des émissions de carbone associées à la croissance, au transport et au traitement de la biomasse (voir ci-dessous les considérations environnementales). La technique de captage et de stockage du carbone (CSC) sert à intercepter le rejet de CO2 dans l'atmosphère et à le rediriger vers des sites de stockage géologiques. Le CO2 originaire de la biomasse est non seulement rejeté par les centrales électriques alimentées à la biomasse, mais également lors de la production de pâte à papier destinée à la fabrication de papier et lors de la production de biocarburants tels que le biogaz et le bioéthanol. La technique BECSC peut également être utilisée sur ces procédés industriels.
La technique BECSC permettrait d'emprisonner le dioxyde de carbone dans les formations géologiques pendant de très longues périodes, alors que, par exemple, un arbre ne stocke son carbone que pendant sa durée de vie. Dans son rapport sur la technique de captage et de stockage du CO2, le GIEC prévoit que plus de 99 % du dioxyde de carbone stocké par séquestration géologique restera stable pendant plus de 1 000 ans. Au contraire, d'autres puits de carbone tels que l'océan, les arbres et le sol peuvent subir des boucles de rétroaction défavorables à des températures élevées,.
On pense que la quantité de CO2 rejetée à ce jour est trop importante pour pouvoir être absorbée par les puits classiques tels que les arbres et le sol afin d’atteindre les objectifs de réduction d'émissions. Outre les émissions accumulées, d'importantes émissions supplémentaires seront enregistrées au cours de ce siècle, même suivant les scénarios de réduction des émissions les plus ambitieux. La BECSC a donc été suggéré comme une technique permettant d’inverser la tendance des émissions et de créer un système mondial d’émissions négatives nettes,,,, de sorte que non seulement les émissions, mais également la quantité absolue de CO2 dans l'atmosphère soit réduite.
Pour tenir les objectifs climatiques de Paris dans une économie en croissance, tous les scénarios montrent qu'il faut recourir à d'énormes quantités d'émissions négatives. Aussi le BECCS est-il envisagé à des échelles « absolument gigantesques, équivalentes ou même supérieures à la production annuelle de bois ». Le CO2 formerait des lacs artificiels au fond des océans, les conditions de température et de pression rendant possible le maintien de ce gaz sous forme liquide.

## Application
| Source                     | Source de CO2 | Secteur   |
| -------------------------- | --- | --------- |
| Production d'éthanol       | La fermentation de la biomasse tels que la canne à sucre, de blé ou de maïs libère du CO2 en tant que sous-produit | Industrie |
| Usines de pâtes et papiers | - CO2 produit dans les chaudières de récupération - CO2 produit dans les fours à chaux - Pour les techniques de gazéification, le CO2 est produit lors de la gazéification de liqueur noire et de biomasse telles que l'écorce d'arbre et le bois. - De grandes quantités de CO2 sont également libérées par la combustion du gaz de synthèse, un produit de la gazéification, dans le processus du cycle combiné. | Industrie |
| Production de biogaz       | Dans le processus de valorisation du biogaz, le CO2 est séparé du méthane pour produire un gaz de meilleure qualité | Industrie |
| Centrales électriques      | La combustion de biomasse ou de biocarburant dans des générateurs à vapeur ou à gaz libère du CO2 en tant que sous-produit | Énergie   |
| Centrales thermiques       | La combustion de biocarburants pour la génération de chaleur dégage du CO2 en tant que sous-produit. Habituellement utilisé pour le chauffage urbain | Énergie   |

## Coût
Le GIEC indique que le coût estimé du BECSC varie entre 60 et 250 dollars par tonne de CO2.

## Techniques
La principale technique de captage du CO2 à partir de sources biologiques utilise généralement la même technique que le captage de dioxyde de carbone à partir de combustibles fossiles classiques. En gros, trois types différents de techniques existent : la postcombustion, la précombustion et l'oxycombustion.

### Oxycombustion

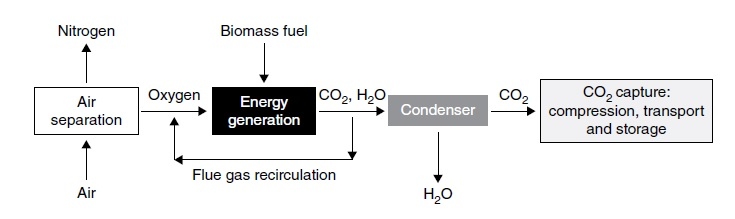
Aperçu de la combustion de l'oxy-carburant pour la capture du carbone de la biomasse, en montrant les processus et étapes clés; une purification est également susceptible d'être nécessaire au stade de la déshydratation.

L'oxycombustion est un processus courant dans les industries du verre, du ciment et de l'acier. C'est également une approche technologique prometteuse pour le CSC. La différence principale avec la mise à feu d'air classique est que le combustible est brûlé dans un mélange de O2 et de gaz de combustion recyclé. Le O2 est produit par une unité de séparation d'air qui élimine le N2 atmosphérique du flux d'oxydant. Un gaz de fumée avec une concentration élevée de CO2 et de vapeur d'eau est produit, ce qui élimine la nécessité d'une installation de capture de postcombustion. La vapeur d'eau peut être éliminée par condensation et on obtient un flux de CO2 de pureté relativement élevée qui, après une nouvelle purification et déshydratation, peut être pompé vers un site de stockage géologique.
Les principaux défis de la mise en œuvre du BECSC par la méthode d'oxycombustion sont associés au processus de combustion. Pour la biomasse à haute teneur en matières volatiles, la température de l'usine doit rester basse afin d'éviter les risques d'incendie et d'explosion. Par conséquent, la concentration en oxygène doit être augmentée jusqu'à 27-30 %.

### Précombustion
Le captage du carbone avant la combustion fait référence au processus de captage du CO2 avant la génération d’énergie. Il est souvent composé de cinq étapes: la production d'oxygène, la production de gaz de synthèse, la séparation du CO2, la compression du CO2, et la production d'énergie. Fondamentalement, le carburant passe d'abord par un processus de gazéification en réagissant avec l'oxygène pour former un flux de CO et d'H2, encore appelé gaz de synthèse. Les produits passeront ensuite dans un réacteur de conversion eau-gaz pour former du CO2 et de l'H2. Le CO2 produit sera ensuite capturé et le H2, source propre, sera utilisé pour la combustion afin de générer de l’énergie. Le processus de gazéification combiné à la production de gaz de synthèse est appelé cycle combiné de gazéification intégrée (CCGI). Normalement, une unité de séparation d’air serait nécessaire pour servir de source d’oxygène. Cependant, les recherches démontrent qu'avec des gaz de combustion identiques, la gazéification de l'oxygène présente peu d'avantages par rapport à la gazéification de l'air et que leur efficacité thermique est similaire, de l'ordre de 70 %, en utilisant le charbon comme source de combustible. Ainsi, l’utilisation d'une unité de séparation d’air n’est pas vraiment nécessaire en pré-combustion.
La biomasse est considérée comme un combustible non-soufré en ce qui concerne la capture avant la combustion. Cependant, les oligo-éléments présents dans la biomasse, telle que le K et le Na pourraient s’accumuler dans le système et finalement provoquer la dégradation des pièces mécaniques. Il est donc nécessaire de développer davantage les techniques de séparation de ces oligo-éléments. De plus, après le processus de gazéification, le CO2 absorbe de 13 % à 15,3 % du flux de gaz de synthèse en cas de source de biomasse, alors qu’il n’est que de 1,7 % à 4,4 % pour le charbon. Cela limite la conversion de CO en CO2 dans le passage de gaz à l'eau, et le taux de production de H 2 va diminuer en conséquence. Cependant, le rendement thermique du captage utilisant la biomasse avant la combustion est comparable à celui du charbon, qui se situe autour de 62 % à 100 %. En outre, certaines recherches ont également montré qu’au lieu d’utiliser une alimentation en biomasse tel que le lisier, l’utilisation d’un système à sec de biomasse est plus efficace thermiquement et plus pratique.

### Postcombustion
Outre les techniques de précombustion et de combustion à l'oxygène, la postcombustion est une technique prometteuse qui peut être utilisée pour extraire les émissions de CO2 de la biomasse. Pendant le processus, le CO2 est séparé des autres gaz après la combustion du biocarburant. Parce qu'elle peut être installée ultérieurement sur certaines centrales existantes, telles que les chaudières à vapeur, ou sur d'autres plus récentes, la technique de postcombustion est considérée comme une meilleure option que la technique de précombustion. Selon le ministère de l'agriculture des USA (mars 2018), le rendement de la technique de postcombustion serait de 95 % pour la bioénergie et la capture et le stockage du carbone, tandis que la précombustion et l'oxycombustion ont un rendement respectivement de 85 % et 87,5 %.
Le développement des techniques actuelles de post-combustion pour capter le dioxyde de carbone a été ralenti par plusieurs problèmes. L’une des principales préoccupations est la consommation d’énergie supplémentaire. Si la capacité de l'unité est petite, la perte de chaleur dans l'environnement est suffisamment grande pour avoir de nombreuses conséquences négatives. Un autre défi est de traiter les composants trouvés dans les gaz de combustion issus de la biomasse initiale après la combustion. Le mélange contient une grande quantité de métaux alcalins, d'halogènes, d'acides et de métaux de transition, ce qui pourrait avoir des effets négatifs sur l'efficacité du processus. Par conséquent, le choix de solvants spécifiques et la manière de gérer ceux-ci doit être soigneusement conçus et exploités.

## Matières premières pour la biomasse
Les sources de biomasse utilisées dans le système BECSC comprennent les résidus et les déchets agricoles, les résidus et les déchets forestiers, les déchets industriels et municipaux et les cultures énergétiques spécifiquement cultivées pour être utilisées comme combustibles. Les projets actuels du BECSC capturent le CO2 des usines de bioraffinage d'éthanol et du centre de recyclage de déchets ménagers.
À ce jour, il y a 23 projets BECSC dans le monde, la majorité se trouvant en Amérique du Nord et en Europe. Aujourd'hui, seuls 6 projets sont en cours, capturant le CO2 des usines de bioraffinerie d'éthanol et des centres de recyclage des déchets solides.
Cinq projets BECSS ont été annulés, soit par défaut d'autorisation, soit par manque de viabilité économique : White Rose Project (en) à Selby, en Angleterre, qui pourrait capter environ 2 MtCO2 par an de la centrale de Drax et stocker du CO2 au Bunter Sandstone. Le projet du groupe Rufiji en Tanzanie prévoyait de capturer environ 5,0 à 7,0 MtCO2 par an et de stocker le CO2 dans l’aquifère salin. Le projet de Greenville à Ohio aux États-Unis qui aurait capturé 1 MtCO2 par an. Le projet Wallula pour 0,75 MtCO2 par an à Washington, aux États-Unis. Enfin, le projet de puits de CO2 à Ketzin, en Allemagne.

### Dans les usines d'éthanol
Le captage et le stockage du carbone dans l'Illinois (IL-CSC) est l'un des jalons marquants du premier projet BECSC à échelle industrielle du début du 21e siècle. Situé à Decatur, dans l'Illinois, aux États-Unis, IL-CSC capte le CO2 provenant de l'usine d'éthanol d'Archer Daniels Midland (ADM). Le CO2 capturé est ensuite injecté dans la formation saline profonde au Mount Simon Sandstone. IL-CSC se compose de 2 phases, avec en phase 1 un projet pilote mis en œuvre de novembre 2011 à novembre 2014 coûtant environ 84 millions de dollars américains. Au cours de la période de trois ans, la technique a capté et a séquestré 1 million de tonnes de CO2 de l’usine ADM dans l’aquifère. Aucune fuite de CO2 de la zone d’injection n’a été constatée au cours de cette période. Le projet est toujours surveillé pour une référence future. Le succès de la phase 1 a motivé le déploiement de la phase 2, qui amène l'IL-CSC (et BECSC) à l'échelle industrielle. Elle est opérationnelle depuis novembre 2017 et utilise également la même zone d’injection à Mount Simon Sandstone que la phase 1. Le coût en capital de la deuxième phase est d’environ 208 millions de dollars US, ce qui comprend un fonds de 141 millions de dollars US du Département de l’énergie. La phase 2 a une capacité de capture environ trois fois supérieure à celle du projet pilote. Chaque année, IL-CSC peut capter un million de tonnes de CO2. I s'agit actuellement du plus grand projet BECSC au monde.
Il existe trois autres projets qui capturent le CO2 d'une l’usine d’éthanol à plus petite échelle. Par exemple, Arkalon au Kansas, États-Unis, peut capter 0,18-0,29 MtCO2 par an, OCAP aux Pays-Bas peut capter environ 0,1-0,3 MtCO2 par an et Husky Energy au Canada peut capter 0,09-0,1 MtCO2 par an.

### Dans les centres de recyclage DSM
En plus de capter le CO2 des usines d’éthanol, il existe actuellement deux modèles en Europe conçus pour capter le CO2 provenant du traitement des déchets solides municipaux. L'usine Klemetsrud d'Oslo, en Norvège, utilise des déchets solides municipaux biologiques pour générer 175 GWh et capturer 315 Ktonnes de CO2 chaque année. Il utilise la technique d'absorption avec le solvant Aker Solution Advanced Amine comme unité de captage du CO2. L'ARV Duiven aux Pays-Bas utilise la même technique, mais il capte moins de CO2 que le modèle précédent avec la production de 126 GWh et le stockage de 50 tonnes de CO2 chaque année.

### Techno-économie du BECSC et du projet TESBiC
L'évaluation technico-économique la plus importante et la plus détaillée du BECSC a été réalisée en 2012 par cmcl innovations et par le groupe TESBiC (Etude TechnoEconomique de la Biomasse avec CSC). Ce projet recommande l'ensemble le plus prometteur de techniques de production d'énergie à partir de la biomasse couplé au captage et au stockage du carbone(CSC). Les résultats déterminent une « feuille de route de la biomasse avec CSC » pour le Royaume-Uni.

## Défis

### Considérations environnementales
Certaines des considérations environnementales et autres préoccupations relatives à la mise en œuvre généralisée du BECSC sont similaires à celles du CSC. Cependant, la critique vis-à-vis du captage et du stockage du carbone est en grande partie fondée sur le fait qu’elle pourrait renforcer la dépendance à l’égard des combustibles fossiles épuisables et des mines de charbon envahissantes pour l’environnement. Ce n'est pas le cas avec le BECSC, car il repose sur la biomasse renouvelable. Le BECSC implique toutefois d’autres considérations, qui sont liées à l’utilisation accrue possible des biocarburants. La production de biomasse est soumise à diverses contraintes de durabilité, telles que la rareté des terres arables et de l'eau douce, la perte de la biodiversité, la concurrence avec la production alimentaire, la déforestation et la rareté du phosphore. Il est important que la biomasse soit utilisée de manière à maximiser les avantages énergétiques et climatiques. Certains scénarios de déploiement de BECSC suggérés ont été critiqués, du fait d'une très grande dépendance à un apport accru de biomasse.
Il faudrait de vastes zones de terre pour exploiter le BECSC à une échelle industrielle. Pour éliminer 10 milliards de tonnes de CO2, il faudrait 300 millions d'hectares de terres (plus grandes que l'Inde). En conséquence, le BECSC risque d'utiliser des terres mieux adaptées à l'agriculture et à la production alimentaire, en particulier dans les pays en développement.
Ces systèmes peuvent avoir d'autres effets secondaires négatifs. Cependant, il n'est actuellement pas nécessaire d'étendre l'utilisation des biocarburants dans les applications énergétiques ou industrielles pour permettre le déploiement du système BECSC. Il existe déjà aujourd'hui des émissions considérables de sources ponctuelles de CO2 dérivé de la biomasse, qui pourraient être utilisées pour le BECSC.
L'amélioration du BECSC nécessiterait un approvisionnement durable en biomasse ne mettant pas en péril notre sécurité foncière, hydrique et alimentaire. L'utilisation de cultures bioénergétiques comme matière première pose non seulement des problèmes de durabilité, mais peut nécessiter également l'utilisation de plus d'engrais, entraînant la contamination des sols et la pollution de l'eau,. En outre, le rendement des cultures est généralement soumis aux conditions climatiques, ce qui signifie que l'approvisionnement en cette matière première peut être difficile à contrôler.

### Défis techniques
À l'instar des autres techniques de captage et de stockage du carbone, l'un des défis de l'application de la technique BECSC consiste à trouver des emplacements géographiques appropriés pour construire une installation de combustion et pour séquestrer le CO2 capturé. Si les sources de biomasse ne sont pas proches de l'unité de combustion, le transport de biomasse émet du CO2 compensant la quantité de CO2 capturée par le système BECSC. Le BECSC est également en butte à des problèmes techniques concernant l’efficacité de la combustion de biomasse. Bien que chaque type de biomasse ait une valeur calorifique différente, la biomasse en général est un combustible de qualité médiocre. La conversion thermique de la biomasse a une efficacité typique de 20-27 %. Les centrales au charbon ont une efficacité d’environ 37 % à titre de comparaison.
Le faible rendement de conversion énergétique et l’apport en biomasse à forte intensité énergétique, combinés à l’énergie nécessaire pour alimenter l’unité de captage et de stockage du CO2, pénalisent le système en énergie. Cela pourrait entraîner une faible efficacité de production d'énergie et remettre en question le fait que ce processus soit réellement positif sur le plan énergétique.

## Solutions potentielles

### Sources de biomasse alternatives

#### Résidus agricoles et forestiers
À l'échelle mondiale, 14 Gt de résidus forestiers et 4,4 Gt de résidus de production agricole (principalement de l'orge, du blé, du maïs, de la canne à sucre et du riz) sont générés chaque année. Il s'agit d'une quantité importante de biomasse qui peut être brûlée pour générer 26 EJ par an et permettre 2,8 Gt d'émissions de CO2 négatives via BECSC. L'utilisation des résidus pour la capture du carbone procurera des avantages sociaux et économiques aux communautés rurales. Utiliser les déchets de cultures et de sylviculture est un moyen d’éviter les problèmes écologiques et sociaux du BECSC.

#### Déchets solides municipaux
Les déchets solides municipaux sont l'une des sources de biomasse récemment mises au point. Deux usines BECSC utilisent actuellement les DSM comme matières premières. Les déchets de la vie quotidienne sont incinérés. Les déchets subissent un traitement thermique à haute température et la chaleur générée par la combustion d'une partie organique des déchets sert à produire de l'électricité. Le CO2 émis par ce processus est capturé par absorption à l'aide de l'éthylamine. Pour 1 kg de déchets brûlés, 0,7   kg de CO2 est extrait. L'utilisation de déchets solides présente également d'autres avantages environnementaux.

### Co-combustion du charbon avec de la biomasse
Il existe actuellement 200 usines de co-combustion dans le monde, dont 40 aux États-Unis[réf. nécessaire]. Un projet pilote existe en France à Cordemais. Des études ont montré qu'en mélangeant du charbon et de la biomasse, nous pouvions réduire la quantité de CO2 émis. La concentration du CO2 dans les gaz de combustion est importante pour déterminer l'efficacité de la technique de captage du CO2. La concentration de CO2 dans les gaz de combustion provenant de la centrale à co-combustion est à peu près la même que celle du charbon, environ 15 %. Cela signifie que nous pouvons réduire notre dépendance aux combustibles fossiles.
Même si la co-combustion a une pénalité énergétique, elle offre toujours une efficacité nette supérieure à celle des installations de combustion de biomasse. La co-combustion de biomasse et de charbon a pour résultat une plus grande production d'énergie avec moins de matières premières. Actuellement, la centrale à charbon moderne de 500 MW peut absorber jusqu'à 15 % de biomasse sans changer l'installation thermique.
On estime qu’en remplaçant 25 % du charbon par de la biomasse dans les centrales existantes en Chine et aux États-Unis, il est possible de réduire les émissions de 1 Gt par an. La quantité de CO2 négative émise dépend de la composition du charbon et de la biomasse. 10 % de biomasse peuvent réduire de 0,5 Gt de CO2 par an les émissions tandis qu'avec 16 % de biomasse, l'on peut atteindre zéro émission. La co-combustion avec 20 % de biomasse permet une émission négative de -26 kg CO2 / MWh (à partir de 93 kg CO2 / MWh).
La combustion de la biomasse avec du charbon a une efficacité proche de celle de la combustion du charbon. La co-combustion peut être facilement mise en oeuvre à faible coût dans les centrales électriques au charbon existantes. La mise en œuvre de la centrale de co-combustion à l'échelle mondiale reste un défi. Les ressources en biomasse doivent répondre strictement aux critères de durabilité et le projet de co-combustion nécessitera l'appui des gouvernements.
Même si les installations de co-combustion peuvent apporter une contribution immédiate à la résolution des problèmes liés au réchauffement de la planète et au changement climatique, il reste des défis à relever. La teneur en humidité de la biomasse affecte la valeur calorifique de la chambre de combustion. En outre, une biomasse hautement volatile influe fortement sur la vitesse de réaction et la température du réacteur; en particulier, cela peut entraîner une explosion.
Il peut être préférable d'opter pour la conversion complète du charbon en biomasse dans une unité de production.

## Politiques publiques
Selon le protocole de Kyoto, les projets de captage et de stockage du carbone ne sont pas applicables en tant qu'outil de réduction des émissions à utiliser dans le cadre du Mécanisme de développement propre (MDP) ou des projets de mise en œuvre conjointe. Reconnaître les techniques de CSC en tant qu’outil de réduction des émissions est essentiel pour la mise en œuvre de telles installations, puisqu’il n’y a aucune autre motivation financière pour la mise en œuvre de tels systèmes. Des études comptables sur le CSC et le BECSC ont été effectuées.
Le Rapport spécial du GIEC sur le changement climatique et les terres émergées met en garde contre une utilisation trop importante de la biomasse, qui entrerait à grande échelle en concurrence avec l'usage des terres à des fins alimentaires. Néanmoins il établit qu'un régime alimentaire plus diversifié et moins riche en produits animaux peut libérer des terres à cette fin.
Le Rapport spécial du GIEC sur les conséquences d'un réchauffement planétaire de 1,5 °C affirme que toutes les trajectoires permettant de rester en dessous des 1,5 °C incluent des émissions négatives. Il met néanmoins en garde contre l'échelle à laquelle ces techniques non matures peuvent être déployées et les risques encourus à ne pas diminuer les émissions par ailleurs.

### Union européenne
Certaines politiques incitant à utiliser la bioénergie, telles que la directive sur les énergies renouvelables (RED) et la directive sur la qualité des carburants (FQD), exigent que 20 % de la consommation totale d'énergie soit basée sur la biomasse, les bioliquides et le biogaz d'ici 2020.

### Royaume-Uni
En 2018, le Comité sur les changements climatiques a recommandé que les biocarburants d'aviation fournissent jusqu'à 10 % de la demande totale de carburant d'aviation d'ici 2050 et que tous les biocarburants d'aviation soient produits avec le CSC dès que la technique est disponible.
En février 2019, le pilote d'une installation BECSC est entré en service à la centrale de Drax dans le North Yorkshire, en Angleterre. L'objectif est de capter une tonne de CO2 par jour provenant de sa production de combustion de bois.

### États Unis
En février 2018, le congrès américain a considérablement augmenté et étendu le crédit d'impôt prévu à l'article 45Q pour la séquestration du carbone. Cela fait partie des priorités des partisans du captage et de la séquestration du carbone (CSC). Il a augmenté le crédit d’impôt de 25,70 $ à 50 $ par tonne de CO2 pour le stockage géologique sécurisé et de 15,30 $ à 35 $ par tonne de CO2 utilisée pour la récupération assistée du pétrole.
Dans le projet de modélisation AMPERE 2014, basé sur 8 modèles d'évaluation intégrés différents, le déploiement futur de BECSC devrait permettre de respecter le budget carbone des États-Unis pour le scénario 2° C dans l'accord de Paris. Au milieu du XXIe siècle, le déploiement du BECSC varie de 0 à 1 100 Mt de CO2 par an. Et à la fin du siècle, le déploiement varie de 720 à 7500 Mt de CO2 par an, alors que la plupart des modèles prédisent une échelle de 1 000 à 3 000 Mt d'ici 2100 Un groupe de recherche de l'Université de Stanford. a modélisé le potentiel technique de BECSC aux États-Unis en 2020. Selon leurs calculs, environ un tiers de la production potentielle de biomasse est situé suffisamment près du site de stockage géologique, ce qui permet une capacité de captage du CO2 de 110 Mt - 120 Mt.